# Copa Mitsubishi Electric AFF 2022
El Campeonato de fútbol de la ASEAN, patrocinado por Mitsubishi Electric y oficialmente conocido como la Copa Mitsubishi Electric AFF 2022, fue la decimocuarta edición del torneo para selecciones pertenecientes a la Federación de fútbol de la ASEAN. El torneo final se llevó a cabo del 20 de diciembre de 2022 al 16 de enero de 2023.

## Sistema de competición
La Copa AFF Mitsubishi Electric 2022 siguió el formato de 2018, un cambio respecto del formato de 2020 con una sede centralizada debido a la pandemia de COVID-19 en el sudeste asiático.
En la fase de grupos, diez equipos se dividieron en dos grupos de cinco equipos cada para jugar en sistema de todos contra todos a una sola rueda. Los dos mejores equipos de cada grupo avanzaron a las semifinales. Cada equipo jugó dos partidos de local y dos de visita.
Se realizó un sorteo para determinar dónde juegan los equipos, mientras que el formato de la ronda eliminatoria se mantuvo sin cambios.
El sorteo del Campeonato AFF 2022 se llevó a cabo el 30 de agosto de 2022 en Bangkok, Tailandia a las 14:00 (GMT+07:00).

## Participantes
| Equipos participantes | Equipos participantes | Equipos participantes | Equipos participantes | Equipos participantes |
| --------------------- | --------------------- | --------------------- | --------------------- | --------------------- |
| Tailandia             | Filipinas             | Birmania              | Singapur              | Brunéi                |
| Vietnam               | Malasia               | Indonesia             | Laos                  | Camboya               |

## Sedes
| Kuala Lumpur                 | Kuala Lumpur           | Jakarta                   | Phnom Penh                     |
| ---------------------------- | ---------------------- | ------------------------- | ------------------------------ |
| Bukit Jalil National Stadium | Kuala Lumpur Stadium   | Gelora Bung Karno Stadium | Morodok Techo National Stadium |
| Capacidad: 87,411            | Capacidad: 18,000      | Capacidad: 77,193         | Capacidad: 60,000              |
|                              |                        |                           |                                |
| Hanoi                        | Yangon                 | Pathum Thani              |                                |
| Mỹ Đình National Stadium     | Thuwunna Stadium       | Thammasat Stadium         |                                |
| Capacidad: 40,192            | Capacidad: 32,000      | Capacidad: 25,000         |                                |
|                              |                        |                           |                                |
| Vientiane                    | Manila                 | Singapur                  |                                |
| New Laos National Stadium    | Rizal Memorial Stadium | Jalan Besar Stadium       |                                |
| Capacidad: 25,000            | Capacidad: 12,000      | Capacidad: 6,000          |                                |
|                              |                        |                           |                                |

## Oficiales
Árbitros
- Chen Hsin-chuan
- Tam Ping Wun
- Yusuke Araki
- Jumpei Iida
- Hiroki Kasahara
- Ryuji Sato
- Yudai Yamamoto
- Adham Makhadmeh
- Ahmed Faisal Al Ali
- Omar Al-Yaqoubi
- Mohammed Al Hoaish
- Majed Al-Shamrani
- Choi Hyun-jai
- Kim Dae-yong
- Kim Hee-gon
- Kim Jong-hyeok
- Ko Hyung-jin - Final (vuelta) Tailandia - Vietnam
- Omar Mohamed Al Ali
- Aziz Asimov

Jueces de línea
- Mohammad Faisal Ali
- Chen Hsiao-en
- So Kai Man
- Nurhadi Sulchan
- Bambang Syamsudar
- Yusuke Hamamoto
- Jun Mihara
- Isao Nishihashi
- Takumi Takagi
- Yosuke Takebe
- Kota Watanabe
- Hamza Adel Abu Obaid
- Mohammad Al Kalaf
- Ahmad Al Roalleh
- Ahmad Mansour Samara Muhsen
- Bang Ki-yeol
- Jang Jong-pil
- Kang Dong-ho
- Kwak Seung-soon
- Park Kyun-yong
- Park Sang-jun
- Song Bong-keun
- Omar Ali Al Jamal
- Faisal Nasser Al Qahtani
- Abdulrahim Al Shammari
- Khalaf Zaid Al Shammari
- Fahad Awaiedh Al Umri
- Kilar Ladsavong
- Mohd Arif Shamil Abdul Rasid
- Hamed Talib Al Ghafri
- Faisal Eid Alshammari
- Juma Al Burshaid
- Yousuf Al Shamari
- Ronnie Koh Min Kiat
- Apichit Nophuan
- Tanate Chuchuen
- Supawan Hinthong
- Pattarapong Kijsathit
- Jasem Abdulla Al Ali
- Timur Gaynullin
- Nguyễn Trung Hậu

Cuartos árbitros
- Abdul Hakim Mohd Haidi
- Chy Samdy
- Thoriq Alkatiri
- Xaypaseuth Phongsanit
- Souei Vongkham
- Yassin Tuan Mohd Hanafiah
- Muhammad Usaid Jamal
- Muhammad Nazmi Nasaruddin
- Mohd Amirul Izwan Yaacob
- Kyaw Zwall Lwin
- Clifford Daypuyat
- Songkran Bunmeekiart
- Pansa Chaisanit
- Mongkolchai Pechsri
- Sivakorn Pu-Udom
- Warintorn Sassadee
- Torphong Somsing
- Ahmad A'Qashah
- Muhammad Taqi Al Jaafari
- Ngô Duy Lân

## Ronda clasificatoria
Brunéi y Timor Oriental, fueron los dos equipos con la clasificación más baja, jugaron dos partidos para determinar el décimo y último clasificado en noviembre de 2022, con Brunéi como sede de ambos partidos debido a que Timor Oriental carecía de una sede con el estándar que la FIFA exige. Brunéi clasificó.
| Equipo 1 | Agr. | Equipo 2       | Ida | Vuelta |
| -------- | ---- | -------------- | --- | ------ |
| Brunéi   | 6–3  | Timor Oriental | 6–2 | 0–1    |

| 5 de noviembre de 2022 | Brunéi                                                       | 6–2     | Timor Oriental               | Track & Field Sports Complex, Bandar Seri Begawan           |                                                             |
|                        | - Azizi 18', 33' - Razimie 60', 90+3' - Azwan 75' - Wafi 89' | Reporte | - Mouzinho 45+1' - Frith 65' | Asistencia: 600 espectadores Árbitro(s): Warintorn Sassadee | Asistencia: 600 espectadores Árbitro(s): Warintorn Sassadee |

| 8 de noviembre de 2022 | Timor Oriental | 1–0 (Global 3-6) | Brunéi | Track & Field Sports Complex, Bandar Seri Begawan            |                                                              |
|                        | Mouzinho 45+2' | Reporte          |        | Asistencia: 1,207 espectadores Árbitro(s): Razlan Joffri Ali | Asistencia: 1,207 espectadores Árbitro(s): Razlan Joffri Ali |

## Fase de grupos

### Grupo A
| Pos. | Equipo    | Pts. | PJ | G | E | P | GF | GC | Dif. | Clasificación                  |
| ---- | --------- | ---- | -- | - | - | - | -- | -- | ---- | ------------------------------ |
| 1    | Tailandia | 10   | 4  | 3 | 1 | 0 | 13 | 2  | +11  | Clasificado a las semifinales. |
| 2    | Indonesia | 10   | 4  | 3 | 1 | 0 | 12 | 3  | +9   | Clasificado a las semifinales. |
| 3    | Camboya   | 6    | 4  | 2 | 0 | 2 | 10 | 8  | +2   |                                |
| 4    | Filipinas | 3    | 4  | 1 | 0 | 3 | 8  | 10 | −2   |                                |
| 5    | Brunéi    | 0    | 4  | 0 | 0 | 4 | 2  | 22 | −20  |                                |

Actualizado a los partidos jugados el 2 de enero de 2023.
 Fuente: AFF
| 20 de diciembre de 2022 | Camboya                             | 3–2     | Filipinas        | Morodok Techo National Stadium, Phnom Penh                   |                                                              |
|                         | - Bunheing 16', 59' - Chanpolin 20' | Reporte | Daniels 41', 55' | Asistencia: 4,860 espectadores Árbitro(s): Majed Al Shamrani | Asistencia: 4,860 espectadores Árbitro(s): Majed Al Shamrani |

| 20 de diciembre de 2022 | Brunéi | 0–5     | Tailandia                                                                    | Kuala Lumpur Stadium, Kuala Lumpur, Malasia              |                                                          |
|                         |        | Reporte | - Bordin 19' - Teerasil 44' - Yura 88' (a.g.) - Peeradon 90+1' (pen.), 90+3' | Asistencia: 480 espectadores Árbitro(s): Chen Hsin-chuan | Asistencia: 480 espectadores Árbitro(s): Chen Hsin-chuan |

| 23 de diciembre de 2022 | Filipinas                                                   | 5–1     | Brunéi      | Rizal Memorial Stadium, Manila                          |                                                         |
|                         | - Daniels 7' - Reyes 12' - Melliza 50' - Rasmussen 51', 88' | Reporte | Razimie 70' | Asistencia: 1,650 espectadores Árbitro(s): Tam Ping Wun | Asistencia: 1,650 espectadores Árbitro(s): Tam Ping Wun |

| 23 de diciembre de 2022 | Indonesia            | 2–1     | Camboya  | Gelora Bung Karno Stadium, Jakarta                     |                                                        |
|                         | - Egy 7' - Witan 35' | Reporte | Krya 16' | Asistencia: 25,332 espectadores Árbitro(s): Ryuji Sato | Asistencia: 25,332 espectadores Árbitro(s): Ryuji Sato |

| 26 de diciembre de 2022 | Brunéi | 0–7     | Indonesia                                                                                     | Kuala Lumpur Stadium, Kuala Lumpur, Malasia            |                                                        |
|                         |        | Reporte | - Syahrian 20' - Dendy 41' - Egy 59' - Spasojević 60' - Sananta 68' - Klok 86' - Sayuri 90+2' | Asistencia: 5,439 espectadores Árbitro(s): Kim Hee-gon | Asistencia: 5,439 espectadores Árbitro(s): Kim Hee-gon |

| 26 de diciembre de 2022 | Tailandia                                             | 4–0     | Filipinas | Thammasat Stadium, Pathum Thani                           |                                                           |
|                         | - Teerasil 3', 41' (pen.) - Adisak 57' - Suphanan 63' | Reporte |           | Asistencia: 6,567 espectadores Árbitro(s): Yudai Yamamoto | Asistencia: 6,567 espectadores Árbitro(s): Yudai Yamamoto |

| 29 de diciembre de 2022 | Camboya                                                                    | 5–1     | Brunéi     | Morodok Techo National Stadium, Phnom Penh               |                                                          |
|                         | - Chanchav 31' - Taylor 50' (pen.) - Sokpheng 73' (pen.) - Pisoth 80', 88' | Reporte | Ikhwan 21' | Asistencia: 6,169 espectadores Árbitro(s): Choi Hyun-jai | Asistencia: 6,169 espectadores Árbitro(s): Choi Hyun-jai |

| 29 de diciembre de 2022 | Indonesia       | 1–1     | Tailandia  | Gelora Bung Karno Stadium, Jakarta                             |                                                                |
|                         | Klok 50' (pen.) | Reporte | Sarach 79' | Asistencia: 49,985 espectadores Árbitro(s): Mohammed Al Hoaish | Asistencia: 49,985 espectadores Árbitro(s): Mohammed Al Hoaish |

| 2 de enero de 2023 | Tailandia                                  | 3–1     | Camboya      | Thammasat Stadium, Pathum Thani                                |                                                                |
|                    | - Teerasil 45+2' (pen.), 90' - Sumanya 50' | Reporte | Chanthea 68' | Asistencia: 8,415 espectadores Árbitro(s): Omar Mohamed Al Ali | Asistencia: 8,415 espectadores Árbitro(s): Omar Mohamed Al Ali |

| 2 de enero de 2023 | Filipinas     | 1–2     | Indonesia                   | Rizal Memorial Stadium, Manila                                 |                                                                |
|                    | Rasmussen 83' | Reporte | - Dendy 21' - Marselino 43' | Asistencia: 2,370 espectadores Árbitro(s): Ahmed Faisal Al Ali | Asistencia: 2,370 espectadores Árbitro(s): Ahmed Faisal Al Ali |

### Grupo B
| Pos. | Equipo   | Pts. | PJ | G | E | P | GF | GC | Dif. | Clasificación                  |
| ---- | -------- | ---- | -- | - | - | - | -- | -- | ---- | ------------------------------ |
| 1    | Vietnam  | 10   | 4  | 3 | 1 | 0 | 12 | 0  | +12  | Clasificado a las semifinales. |
| 2    | Malasia  | 9    | 4  | 3 | 0 | 1 | 10 | 4  | +6   | Clasificado a las semifinales. |
| 3    | Singapur | 7    | 4  | 2 | 1 | 1 | 6  | 6  | 0    |                                |
| 4    | Birmania | 1    | 4  | 0 | 1 | 3 | 4  | 9  | −5   |                                |
| 5    | Laos     | 1    | 4  | 0 | 1 | 3 | 2  | 15 | −13  |                                |

Actualizado a los partidos jugados el 3 de enero de 2023.
 Fuente: AFF
| 21 de diciembre de 2022 | Birmania | 0–1     | Malasia    | Thuwunna Stadium, Yangon                                       |                                                                |
|                         |          | Reporte | Faisal 52' | Asistencia: 4,500 espectadores Árbitro(s): Ahmed Faisal Al Ali | Asistencia: 4,500 espectadores Árbitro(s): Ahmed Faisal Al Ali |

| 21 de diciembre de 2022 | Laos | 0–6     | Vietnam | New Laos National Stadium, Vientiane                        |                                                             |
|                         |      | Reporte | - Nguyễn Tiến Linh 15' - Đỗ Hùng Dũng 43' - Hồ Tấn Tài 55' - Đoàn Văn Hậu 58' - Nguyễn Văn Toàn 82' - Vũ Văn Thanh 90+1' | Asistencia: 10,240 espectadores Árbitro(s): Hiroki Kasahara | Asistencia: 10,240 espectadores Árbitro(s): Hiroki Kasahara |

| 24 de diciembre de 2022 | Singapur                            | 3–2     | Birmania                  | Jalan Besar Stadium, Singapur                             |                                                           |
|                         | - Ilhan 45' - Shah 49' - Shawal 74' | Reporte | Maung Maung Lwin 34', 66' | Asistencia: 5,370 espectadores Árbitro(s): Kim Jong-hyeok | Asistencia: 5,370 espectadores Árbitro(s): Kim Jong-hyeok |

| 24 de diciembre de 2022 | Malasia                                                  | 5–0     | Laos | Bukit Jalil National Stadium, Kuala Lumpur                    |                                                               |
|                         | - Agüero 29' - Faisal 65', 68' - Haqimi 77' - Wilkin 87' | Reporte |      | Asistencia: 29,961 espectadores Árbitro(s): Majed Al Shamrani | Asistencia: 29,961 espectadores Árbitro(s): Majed Al Shamrani |

| 27 de diciembre de 2022 | Laos | 0–2     | Singapur                   | New Laos National Stadium, Vientiane                       |                                                            |
|                         |      | Reporte | - Irfan 32' - Shawal 90+4' | Asistencia: 1,087 espectadores Árbitro(s): Omar Al-Yaqoubi | Asistencia: 1,087 espectadores Árbitro(s): Omar Al-Yaqoubi |

| 27 de diciembre de 2022 | Vietnam                                                                 | 3–0     | Malasia | Mỹ Đình National Stadium, Hanoi                        |                                                        |
|                         | - Nguyễn Tiến Linh 28' - Quế Ngọc Hải 64' (pen.) - Nguyễn Hoàng Đức 83' | Reporte |         | Asistencia: 17,545 espectadores Árbitro(s): Ryuji Sato | Asistencia: 17,545 espectadores Árbitro(s): Ryuji Sato |

| 30 de diciembre de 2022 | Birmania                                   | 2–2      | Laos                           | Thuwunna Stadium, Yangon                               |                                                        |
|                         | - Kyaw Min Oo 15' - Maung Maung Lwin 90+6' | [Reporte | - Soukaphone 12' - Ekkamai 46' | Asistencia: 4,100 espectadores Árbitro(s): Aziz Asimov | Asistencia: 4,100 espectadores Árbitro(s): Aziz Asimov |

| 30 de diciembre de 2022 | Singapur | 0–0     | Vietnam | Jalan Besar Stadium, Singapur                              |                                                            |
|                         |          | Reporte |         | Asistencia: 5,434 espectadores Árbitro(s): Hiroki Kasahara | Asistencia: 5,434 espectadores Árbitro(s): Hiroki Kasahara |

| 3 de enero de 2023 | Vietnam                                                                | 3–0     | Birmania | Mỹ Đình National Stadium, Hanoi                           |                                                           |
|                    | - Kyaw Zin Lwin 8' (a.g.) - Nguyễn Tiến Linh 27' - Châu Ngọc Quang 72' | Reporte |          | Asistencia: 11,575 espectadores Árbitro(s): Choi Hyun-jai | Asistencia: 11,575 espectadores Árbitro(s): Choi Hyun-jai |

| 3 de enero de 2023 | Malasia                                         | 4–1     | Singapur  | Bukit Jalil National Stadium, Kuala Lumpur                     |                                                                |
|                    | - Darren Lok 35' - Wilkin 50', 54' - Agüero 88' | Reporte | Faris 85' | Asistencia: 65,147 espectadores Árbitro(s): Mohammed Al Hoaish | Asistencia: 65,147 espectadores Árbitro(s): Mohammed Al Hoaish |

## Fase final
|  | Semifinales | Semifinales | Semifinales | Semifinales | Semifinales |   |    | Final   | Final | Final | Final | Final |
|  |             |             |             |             |             |   |    |         |       |       |       |       |
|  | A2          | Indonesia   | 0           | 0           | 0           |   |    |         |       |       |       |       |
|  | B1          | Vietnam     | 0           | 0           | 2           |   |    |         |       |       |       |       |
|  |             |             |             |             |             |   | B1 | Vietnam | 2     | 0     | 2     |       |
|  |             | A1          | Tailandia   | 2           | 1           | 3 |    |         |       |       |       |       |
|  | B2          | Malasia     | 1           | 0           | 1           |   |    |         |       |       |       |       |
|  | A1          | Tailandia   | 0           | 3           | 3           |   |    |         |       |       |       |       |

### Semifinales
| Equipo 1  | Agr. | Equipo 2  | Ida | Vuelta |
| --------- | ---- | --------- | --- | ------ |
| Indonesia | 0–2  | Vietnam   | 0–0 | 0–2    |
| Malasia   | 1–3  | Tailandia | 1–0 | 0–3    |

#### Partidos de ida
| 6 de enero de 2023 | Indonesia | 0–0     | Vietnam | Gelora Bung Karno Stadium, Jakarta                          |                                                             |
|                    |           | Reporte |         | Asistencia: 49,595 espectadores Árbitro(s): Omar Al-Yaqoubi | Asistencia: 49,595 espectadores Árbitro(s): Omar Al-Yaqoubi |

| 7 de enero de 2023 | Malasia    | 1–0     | Tailandia | Bukit Jalil National Stadium, Kuala Lumpur               |                                                          |
|                    | Faisal 11' | Reporte |           | Asistencia: 62,989 espectadores Árbitro(s): Kim Dae-yong | Asistencia: 62,989 espectadores Árbitro(s): Kim Dae-yong |

#### Partidos de vuelta
| 9 de enero de 2023 | Vietnam                  | 2–0 (Global 2-0) | Indonesia | Mỹ Đình National Stadium, Hanoi                          |                                                          |
|                    | Nguyễn Tiến Linh 3', 47' | Reporte          |           | Asistencia: 23,989 espectadores Árbitro(s): Yusuke Araki | Asistencia: 23,989 espectadores Árbitro(s): Yusuke Araki |

| 10 de enero de 2023 | Tailandia                                | 3–0 (Global 3-1) | Malasia | Thammasat Stadium, Pathum Thani                             |                                                             |
|                     | - Teerasil 19' - Bordin 55' - Adisak 71' | Reporte          |         | Asistencia: 18,927 espectadores Árbitro(s): Adham Makhadmeh | Asistencia: 18,927 espectadores Árbitro(s): Adham Makhadmeh |

### Final
| Equipo 1 | Agr. | Equipo 2  | Ida | Vuelta |
| -------- | ---- | --------- | --- | ------ |
| Vietnam  | 2–3  | Tailandia | 2–2 | 0–1    |

#### Partido de ida
| 13 de enero de 2023 | Vietnam                                   | 2–2     | Tailandia                  | Mỹ Đình National Stadium, Hanoi                          |                                                          |
|                     | - Nguyễn Tiến Linh 24' - Vũ Văn Thanh 88' | Reporte | - Poramet 48' - Sarach 63' | Asistencia: 38,539 espectadores Árbitro(s): Ko Hyung-jin | Asistencia: 38,539 espectadores Árbitro(s): Ko Hyung-jin |

#### Partido de vuelta
| 16 de enero de 2023 | Tailandia      | 1–0     | Vietnam | Thammasat Stadium, Pathum Thani                         |                                                         |
|                     | Theerathon 24' | Reporte |         | Asistencia: 19,306 espectadores Árbitro(s): Jumpei Iida | Asistencia: 19,306 espectadores Árbitro(s): Jumpei Iida |

## Campeón
|                              |
| Bandera de Tailandia         |
| Campeón Tailandia 7.º título |

## Estadísticas

### Tabla general
| Pos. | Equipo    | Pts | PJ | PG | PE | PP | GF | GC | Dif. |
| ---- | --------- | --- | -- | -- | -- | -- | -- | -- | ---- |
| 1    | Tailandia | 17  | 8  | 5  | 2  | 1  | 19 | 5  | +14  |
| 2    | Vietnam   | 15  | 8  | 4  | 3  | 1  | 16 | 3  | +13  |
| 3    | Malasia   | 12  | 6  | 4  | 0  | 2  | 11 | 7  | +4   |
| 4    | Indonesia | 11  | 6  | 3  | 2  | 1  | 12 | 5  | +7   |
| 5    | Singapur  | 7   | 4  | 2  | 1  | 1  | 6  | 6  | 0    |
| 6    | Camboya   | 6   | 4  | 2  | 0  | 2  | 10 | 8  | +2   |
| 7    | Filipinas | 3   | 4  | 1  | 0  | 3  | 8  | 10 | -2   |
| 8    | Birmania  | 1   | 4  | 0  | 1  | 3  | 4  | 9  | -5   |
| 9    | Laos      | 1   | 4  | 0  | 1  | 3  | 2  | 15 | -13  |
| 10   | Brunéi    | 0   | 4  | 0  | 0  | 4  | 2  | 22 | -20  |

### Premios
| Mejor jugador        | Mejor jugador joven | Goleador                         | Premio Fair Play |
| -------------------- | ------------------- | -------------------------------- | ---------------- |
| Theerathon Bunmathan | Marselino Ferdinan  | Teerasil Dangda Nguyễn Tiến Linh | Malasia          |

### Goleadores
6 goles
- Teerasil Dangda
- Nguyễn Tiến Linh

4 goles
- Faisal Halim

3 goles
- Stuart Wilkin
- Maung Maung Lwin
- Kenshiro Daniels
- Sebastian Rasmussen

2 goles
- Lim Pisoth
- Reung Bunheing
- Dendy Sulistyawan
- Egy Maulana Vikri
- Marc Klok
- Ezequiel Agüero
- Shawal Anuar
- Adisak Kraisorn
- Bordin Phala
- Peeradon Chamratsamee
- Sarach Yooyen
- Vũ Văn Thanh

1 gol
- Nur Ikhwan Othman
- Razimie Ramlli
- Choun Chanchav
- Keo Sokpheng
- Nick Taylor
- Orn Chanpolin
- Sareth Krya
- Sieng Chanthea
- Ilija Spasojević
- Marselino Ferdinan
- Ramadhan Sananta
- Syahrian Abimanyu
- Witan Sulaeman
- Yakob Sayuri
- Ekkamai Ratxachak
- Soukaphone Vongchiengkham
- Haqimi Azim
- Darren Lok
- Kyaw Min Oo
- Jesus Melliza
- Sandro Reyes
- Faris Ramli
- Ilhan Fandi
- Irfan Fandi
- Shah Shahiran
- Poramet Arjvirai
- Sumanya Purisai
- Suphanan Bureerat
- Theerathon Bunmathan
- Châu Ngọc Quang
- Đoàn Văn Hậu
- Đỗ Hùng Dũng
- Hồ Tấn Tài
- Nguyễn Hoàng Đức
- Nguyễn Văn Toàn
- Quế Ngọc Hải

### Autogoles
| Jugador       | Selección | Rival     | Goles |
| ------------- | --------- | --------- | ----- |
| Awangku Yunos | Brunéi    | Tailandia | 1     |
| Kyaw Zin Lwin | Birmania  | Vietnam   | 1     |